# Mercedes Sanz-Bachiller
Pour les articles homonymes, voir Bachiller.
Mercedes Sanz-Bachiller, comtesse de Labajos, née le 17 juillet 1911 à Madrid et morte le 11 août 2007 dans la même ville, est une femme politique espagnole. Elle était responsable provinciale de la Section féminine de la Phalange espagnole et fondatrice de l'Auxilio Social (es).

## Biographie
Elle est l'épouse d'Onésimo Redondo.
Elle est procureure aux Cortes.